# 대명공주
대명공주(중국어: 大名公主, 1368년 - 1426년 3월 30일)는 명나라의 공주이다. 명 태조 주원장의 7녀이다.
홍무 원년에 태어났다. 홍무 15년 7월 24일 (1382년 9월 2일), 이견에게 하가하였다. 이견의 아버지 이영은 효기우위로 지휘첨사를 하다가 운남에 출정하여 전사하였다. 이견은 재주가 있어, 혼인 후 전군 도독부사를 지냈다. 건문 연간 (1399년 - 1402년)에 좌부장군을 맡아 연왕 주체를 정토하였다. 그 승패가 엇비슷하여, 난성후(灤城侯)로 봉해졌다. 후타오허 전투에서 낙마하여 붙잡혀, 북평으로 압송되는 길에 사망하였다. 공주와 이견과의 사이에선 아들 이장이 있다. 후에, 명 성조 주체가 즉위하였으나, 공주의 신분으로 그 아들은 화를 면했다.
영락 22년 11월 임신일 (1424년 11월 21일), 대명대장공주로 진봉되었다. 선덕 원년 2월 22일 (1426년 3월 30일), 공주는 59세의 나이로 사망했다.